# ثيودور فريتز
ثيودور فريتز (بالإنجليزية: Theodore Fritz)‏ هو سياسي أمريكي، ولد في 27 أغسطس 1851. انتخب عضو مجلس ولاية ويسكونسن.